# دو مرتفع كبير

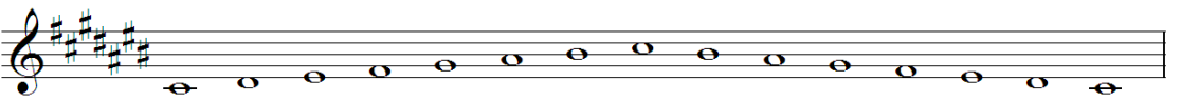
سلم دو مرتفع كبير صعوداً وهبوطاً

دو مرتفع كبير (C-sharp major) هو سلم موسيقي كبير يتألف من الدرجات الموسيقية دو المرتفعة ♯C، ري المرتفعة ♯D، مي المرتفعة ♯E، فا المرتفعة ♯F، صول المرتفعة ♯G، لا المرتفعة ♯A، سي المرتفعة ♯B، وينتهي بمفتاح دو المرتفعة ♯C، وذلك على الترتيب التالي من اليسار إلى اليمين:
♯C♯, D♯, E♯, F♯, G♯, A♯, B♯, C
يحوي سلم دو مرتفع الكبير على سبع إشارات رفع، وذلك على كل الدرجات.
إن المفتاح الموسيقي القريب له على السلم الصغير هو لا مرتفع صغير، أما المفتاح الموسيقى الموازي فهو دو مرتفع صغير.